# Světový pohár v biatlonu 2013/2014
Světový pohár v biatlonu 2013/2014 byl 37. ročník Světového poháru pořádaný Mezinárodní biatlonovou unií (IBU). Sezóna začala 24. listopadu 2013 ve švédském Östersundu a skončila 23. března 2014 ve finále světového poháru v norském Holmenkollenu. Součástí sezóny byly také závody v rámci Zimních olympijských her 2014 v ruském Soči, výsledky z těchto závodů se však do celkového hodnocení světového poháru nezapočítávaly s výjimkou smíšené štafety
Vítězství z předchozí sezóny obhajovali Francouz Martin Fourcade, který dokázal prvenství obhájit, a mezi ženami Norka Tora Bergerová. Celkovou klasifikaci žen ovládla s pětibodovým náskokem Finka Kaisa Mäkäräinenová, po diskvalifikaci ruské závodnice Olgy Zajcevové kvůli dopingu a následnému přepočtu bodů se na první dostala Bergerová, taktéž s náskokem čtyř bodů před Mäkäräinenovou. Mezinárodní biatlonová unie v prosinci 2021 rozhodla, že velký křišťálový glóbus za celkové vítězství zpětně udělí oběma závodnicím.

## Program
Kompletní program světového poháru v biatlonu 2013/2014:
| Místo konání       | Datum konání                   | Sprint                           | Stíhací závod                    | Závod s hromadným startem        | Vytrvalostní závod               | Štafeta                          | Smíšená štafeta |
| ------------------ | ------------------------------ | -------------------------------- | -------------------------------- | -------------------------------- | -------------------------------- | -------------------------------- | --------------- |
| Östersund          | 24. listopadu–1. prosince 2013 | ●                                | ●                                |                                  | ●                                |                                  | ●               |
| Hochfilzen         | 6.–8. prosince 2013            | ●                                | ●                                |                                  |                                  | ●                                |                 |
| Annecy             | 12.–15. prosince 2013          | ●                                | ●                                |                                  |                                  | ●                                |                 |
| Oberhof            | 3.–5. ledna 2014               | ●                                | ●                                | ●                                |                                  |                                  |                 |
| Ruhpolding         | 8.–12. ledna 2014              |                                  | ●                                |                                  | ●                                | ●                                |                 |
| Anterselva         | 16.–19. ledna 2014             | ●                                | ●                                |                                  |                                  | ●                                |                 |
| Soči (ZOH)         | 8.–22. února 2014              | nebyly součástí světového poháru | nebyly součástí světového poháru | nebyly součástí světového poháru | nebyly součástí světového poháru | nebyly součástí světového poháru | ●               |
| Pokljuka           | 6.–9. března 2014              | ●                                | ●                                | ●                                |                                  |                                  |                 |
| Kontiolahti        | 13.–16. března 2014            | ●●                               | ●                                |                                  |                                  |                                  |                 |
| Holmenkollen       | 20.–23. března 2014            | ●                                | ●                                | ●                                |                                  |                                  |                 |
| Celkově: 54 závodů | Celkově: 54 závodů             | 9                                | 9                                | 3                                | 2                                | 4                                | 2               |

## Pořadí Světového poháru

### Konečné pořadí (23 závodů)
| Muži   | Muži                 | Muži |
| Pořadí | Jméno                | Body |
| ------ | -------------------- | ---- |
| 1.     | Martin Fourcade      | 928  |
| 2.     | Emil Hegle Svendsen  | 636  |
| 3.     | Johannes Thingnes Bø | 631  |
| 4.     | Dominik Landertinger | 611  |
| 5.     | Simon Eder           | 578  |
| 6.     | Ole Einar Bjørndalen | 556  |
| 7.     | Arnd Peiffer         | 547  |
| 8.     | Anton Šipulin        | 544  |
| 9.     | Björn Ferry          | 542  |
| 10.    | Simon Schempp        | 521  |
| 15.    | Ondřej Moravec       | 465  |
| 31.    | Jaroslav Soukup      | 261  |
| 47.    | Michal Šlesingr      | 122  |
| 79.    | Tomáš Krupčík        | 21   |
| 84.    | Michal Krčmář        | 17   |

| Ženy   | Ženy                  | Ženy |
| Pořadí | Jméno                 | Body |
| ------ | --------------------- | ---- |
| 1.     | Kaisa Mäkäräinenová   | 860  |
| 2.     | Tora Bergerová        | 856  |
| 3.     | Darja Domračevová     | 793  |
| 4.     | Gabriela Soukalová    | 613  |
| 5.     | Olga Viluchinová      | 612  |
| 6.     | Anastasia Kuzminová   | 606  |
| 7.     | Tiril Eckhoffová      | 566  |
| 8.     | Valentyna Semerenková | 553  |
| 9.     | Veronika Vítková      | 551  |
| 10.    | Andrea Henkelová      | 541  |
| 65.    | Eva Puskarčíková      | 45   |
| 75.    | Jitka Landová         | 27   |
| 81.    | Barbora Tomešová      | 21   |

### Pořadí národů (16 závodů)
| Muži   | Muži      | Muži |
| Pořadí | Země      | Body |
| ------ | --------- | ---- |
| 1.     | Norsko    | 5937 |
| 2.     | Rusko     | 5897 |
| 3.     | Německo   | 5806 |
| 4.     | Rakousko  | 5721 |
| 5.     | Francie   | 5678 |
| 6.     | Švédsko   | 5405 |
| 7.     | Česko     | 4893 |
| 8.     | Ukrajina  | 4509 |
| 9.     | Slovinsko | 4241 |
| 10.    | Itálie    | 4175 |

| Ženy   | Ženy      | Ženy |
| Pořadí | Země      | Body |
| ------ | --------- | ---- |
| 1.     | Norsko    | 5604 |
| 2.     | Rusko     | 5453 |
| 3.     | Německo   | 5422 |
| 4.     | Ukrajina  | 5337 |
| 5.     | Francie   | 4938 |
| 6.     | Bělorusko | 4720 |
| 7.     | Česko     | 4674 |
| 8.     | Polsko    | 4410 |
| 9.     | Itálie    | 4410 |
| 10.    | Kanada    | 4153 |

### Sprint (9 závodů)
| Muži   | Muži                 | Muži |
| Pořadí | Jméno                | Body |
| ------ | -------------------- | ---- |
| 1.     | Martin Fourcade      | 400  |
| 2.     | Arnd Peiffer         | 286  |
| 3.     | Johannes Thingnes Bø | 277  |
| 4.     | Ole Einar Bjørndalen | 260  |
| 5.     | Dominik Landertinger | 250  |
| 6.     | Emil Hegle Svendsen  | 237  |
| 7.     | Anton Šipulin        | 232  |
| 8.     | Lukas Hofer          | 227  |
| 9.     | Simon Eder           | 224  |
| 10.    | Dmitrij Malyško      | 220  |

| Ženy   | Ženy                  | Ženy |
| Pořadí | Jméno                 | Body |
| ------ | --------------------- | ---- |
| 1.     | Kaisa Mäkäräinenová   | 367  |
| 2.     | Tora Bergerová        | 361  |
| 3.     | Darja Domračevová     | 254  |
| 4.     | Olga Viluchinová      | 246  |
| 5.     | Gabriela Soukalová    | 238  |
| 6.     | Selina Gasparinová    | 233  |
| 7.     | Veronika Vítková      | 211  |
| 8.     | Olga Zajcevová        | 202  |
| 9.     | Tiril Eckhoffová      | 187  |
| 10.    | Valentyna Semerenková | 186  |

### Stíhací závod (9 závodů)
| Muži   | Muži                 | Muži |
| Pořadí | Jméno                | Body |
| ------ | -------------------- | ---- |
| 1.     | Martin Fourcade      | 294  |
| 2.     | Simon Eder           | 235  |
| 3.     | Anton Šipulin        | 234  |
| 4.     | Björn Ferry          | 233  |
| 5.     | Johannes Thingnes Bø | 224  |
| 6.     | Simon Schempp        | 218  |
| 7.     | Emil Hegle Svendsen  | 216  |
| 8.     | Dominik Landertinger | 205  |
| 9.     | Ole Einar Bjørndalen | 194  |
| 10.    | Jakov Fak            | 191  |

| Ženy   | Ženy                  | Ženy |
| Pořadí | Jméno                 | Body |
| ------ | --------------------- | ---- |
| 1.     | Kaisa Mäkäräinenová   | 350  |
| 2.     | Tora Bergerová        | 319  |
| 3.     | Darja Domračevová     | 296  |
| 4.     | Olga Viluchinová      | 241  |
| 5.     | Tiril Eckhoffová      | 236  |
| 6.     | Valentyna Semerenková | 233  |
| 7.     | Veronika Vítková      | 216  |
| 8.     | Andrea Henkelová      | 207  |
| 9.     | Anastasia Kuzminová   | 204  |
| 10.    | Gabriela Soukalová    | 203  |

### Vytrvalostní závod (2 závody)
| Muži   | Muži                 | Muži |
| Pořadí | Jméno                | Body |
| ------ | -------------------- | ---- |
| 1.     | Emil Hegle Svendsen  | 83   |
| 2.     | Simon Eder           | 79   |
| 3.     | Jevgenij Usťugov     | 76   |
| 4.     | Alexej Volkov        | 75   |
| 5.     | Christian De Lorenzi | 65   |
| 5.     | Simon Fourcade       | 65   |
| 7.     | Martin Fourcade      | 60   |
| 8.     | Daniel Böhm          | 59   |
| 9.     | Dominik Landertinger | 57   |
| 10.    | Serhij Semjonov      | 57   |

| Ženy   | Ženy                    | Ženy |
| Pořadí | Jméno                   | Body |
| ------ | ----------------------- | ---- |
| 1.     | Gabriela Soukalová      | 120  |
| 2.     | Darja Domračevová       | 92   |
| 3.     | Anastasia Kuzminová     | 84   |
| 4.     | Naděžda Skardinová      | 72   |
| 5.     | Franziska Hildebrandová | 71   |
| 6.     | Marie-Laure Brunetová   | 68   |
| 7.     | Dorothea Wiererová      | 60   |
| 8.     | Valentyna Semerenková   | 59   |
| 9.     | Tora Bergerová          | 58   |
| 10.    | Tiril Eckhoffová        | 56   |

### Závod s hromadným startem (3 závody)
| Muži   | Muži                   | Muži |
| Pořadí | Jméno                  | Body |
| ------ | ---------------------- | ---- |
| 1.     | Martin Fourcade        | 174  |
| 2.     | Dominik Landertinger   | 109  |
| 3.     | Emil Hegle Svendsen    | 100  |
| 4.     | Tim Burke              | 100  |
| 5.     | Simon Desthieux        | 99   |
| 6.     | Jean-Guillaume Béatrix | 93   |
| 7.     | Andrejs Rastorgujevs   | 93   |
| 8.     | Ole Einar Bjørndalen   | 92   |
| 9.     | Ondřej Moravec         | 85   |
| 10.    | Johannes Thingnes Bø   | 82   |

| Ženy   | Ženy                | Ženy |
| Pořadí | Jméno               | Body |
| ------ | ------------------- | ---- |
| 1.     | Darja Domračevová   | 151  |
| 2.     | Anastasia Kuzminová | 139  |
| 3.     | Kaisa Mäkäräinenová | 130  |
| 4.     | Tora Bergerová      | 121  |
| 5.     | Olga Viluchinová    | 102  |
| 6.     | Andrea Henkelová    | 100  |
| 7.     | Olga Zajcevová      | 88   |
| 8.     | Tiril Eckhoffová    | 87   |
| 9.     | Julija Džymová      | 83   |
| 10.    | Selina Gasparinová  | 79   |

### Štafeta (4 závody)
| Muži   | Muži      | Muži |
| Pořadí | Jméno     | Body |
| ------ | --------- | ---- |
| 1.     | Německo   | 194  |
| 2.     | Švédsko   | 194  |
| 3.     | Rakousko  | 191  |
| 4.     | Rusko     | 190  |
| 5.     | Norsko    | 175  |
| 6.     | Francie   | 169  |
| 7.     | Česko     | 137  |
| 8.     | Švýcarsko | 130  |
| 9.     | Slovinsko | 120  |
| 10.    | Ukrajina  | 118  |

| Ženy   | Ženy      | Ženy |
| Pořadí | Jméno     | Body |
| ------ | --------- | ---- |
| 1.     | Německo   | 168  |
| 2.     | Ukrajina  | 157  |
| 3.     | Rusko     | 141  |
| 4.     | Norsko    | 136  |
| 5.     | Francie   | 128  |
| 6.     | Bělorusko | 103  |
| 7.     | Kanada    | 102  |
| 8.     | Itálie    | 102  |
| 9.     | Slovensko | 100  |
| 10.    | Česko     | 96   |

### Smíšená štafeta (2 závody)
| Pořadí | Země                   | Body |
| ------ | ---------------------- | ---- |
| 1.     | Česko                  | 114  |
| 1.     | Norsko                 | 114  |
| 3.     | Itálie                 | 91   |
| 4.     | Ukrajina               | 84   |
| 5.     | Rusko                  | 81   |
| 6.     | Francie                | 78   |
| 7.     | Slovensko              | 67   |
| 8.     | Bělorusko              | 65   |
| 9.     | Spojené státy americké | 63   |
| 10.    | Rakousko               | 63   |